# 이익화
이익화(李翊華, 일본식 이름: 西原翊華니시하라 요쿠가, 1883년 5월 ~ ?)는 일제강점기의 관료로, 본적은 함경남도 함흥부 만세정이다.

## 생애
1910년 관립한성사범학교를 졸업했고, 1910년부터 1920년까지 함경남도 북청공립보통학교 훈도로 근무했다. 1912년 8월 1일 일본 정부로부터 한국 병합 기념장을 받았다. 1921년부터 1923년까지 함경남도 용원공립보통학교 훈도로 근무했고, 1924년부터 1928년까지 함경남도 시학으로 근무했다. 1926년 9월 29일 함경남도교육총회 근속자 표창을 받았으며, 1929년부터 1931년까지 함경남도 함흥여자보통학교 훈도로 근무했다.
1929년 5월 25일 일본 정부로부터 훈8등 서보장을 받았으며, 1932년 2월 15일 종7위에 서위되었다. 1932년 3월 30일 정7위에 서위되었고, 함경남도 함흥여자공립보통학교장(1932년 3월 30일 ~ 1932년 3월 31일)을 역임했다. 1933년 6월 30일 일본 정부로부터 조선 쇼와 5년 국세 조사 기념장을 받았고, 1935년 5월 21일부터 1943년 5월까지 민선 함흥부회의원을 역임했다.
1936년 7월 7일 함흥사범학교설치기성회 평의원으로 임명되었고, 1936년 9월 5일 함흥신사숭경총대회에 참가했다. 1937년 4월 17일부터 1940년 4월까지 함흥금융조합 감사를 역임했으며, 1942년 6월 3일부터 1945년 6월 2일까지 조선총독부 중추원 참의를 역임했다.
친일파 708인 명단의 중추원 부문, 민족문제연구소의 친일인명사전 수록자 명단의 중추원 부문, 친일반민족행위진상규명위원회가 발표한 친일반민족행위 705인 명단에 포함되었다.

## 참고자료
- 친일반민족행위진상규명위원회 (2009). 〈이익화〉. 《친일반민족행위진상규명 보고서 Ⅳ-13》. 서울. 816~822쪽.